# Храм Казанской иконы Божией Матери (Бийск)
Храм Казанской иконы Божией Матери — русская православная церковь, расположенная в Алтайской митрополии, Бийской епархии.

## История
Во второй половине XIX века в городе была построена деревянная церковь во имя Казанской иконы Божией Матери. Старожилы называют этот район «Казанкой» и действующую здесь церковь — церковь на «Казанке», хотя сегодня храм носит имя святителя Димитрия Ростовского.
Во время сильного пожара 1886 года деревянная церковь загорелась и было решено построить новую каменную церковь, спроектированную много веков назад. Она построена на благотворительные пожертвования и деньги, собранные крестьянами Алтайского края. 8 ноября 1891 года Преосвященнейшим Владимиром (Синьковским), епископом Бийским, был освящен новый храм во имя Казанской иконы Божией Матери.
По временам XIX века это было монументальное сооружение: площадь собора составляла 559,7 квадратных метра, высота — более 20 метров. Внутреннее убранство храма украсил резной и позолоченный иконостас, изготовленный в Бийской иконописной мастерской А. А. Борзенкова. Внутреннее убранство храма освещали люстры.
Главной святыней новопостроенного храма стала точная копия чудотворной Казанской иконы Божией Матери, заказанная епископом Бийским Макарием (Невским). Архивная запись свидетельствует о том, что в 1885 году копия иконы была готова и в том же году доставлена в Бийск выпускниками Казанской учительской семинарии — бывшими учеными Алтайской миссии. Эта икона была спасена во время пожара 1886 года и заняла почетное место в новом храме.
Храмом управляли две часовни: одна на «ярмарочной площади во имя святителя и чудотворца Николая», построенная в память о Святом Коронации Их Императорских Величеств, Императора Николая Александровича и Императрицы Александры Федоровны; вторая — на набережной. площадь рынка — во имя иконы Божией Матери «Иверская» (П. С. Коваленко, «Бийские святыни»). В соборе часто совершались торжественные епископские функции, собиравшие огромное количество верующих.
В 1920 году двор епископа Алтайской духовной миссии был закрыт, а Казанский собор передали реставраторам. Десять лет спустя, в 1930 году, храм закрыли для богослужений.
До 1992 года храм использовался не по назначению: сначала была конюшня, затем солдатский клуб, гимназия, затем — овощной магазин, склад горюче-смазочных материалов.
5 июня 1994 г. произошло освящение возродившегося из руин храма: бывший собор казанских архиереев был назван в честь митрополита Ростовского Св. Дмитрия.
Первым настоятелем стал о. Сергей Балахнин. Вскоре его сменил отец. Валерий Замятин.
Рядом с церковью с 1997 года строится крестильный храм из красного кирпича.
2 ноября 2010 года, накануне дня празднования иконы Казанской Божией матери, было принято решение вернуть храму его историческое имя — Казанский архиерейский собор.
Пострадал из-за урагана в ноябре 2023 года.

## Святыни храма
- Икона святителя Димитрия митрополита Ростовского с частицей его святых мощей;
- Икона св. Великомученика и целителя Пантелеимона с текстом: «Сия икона написана и освящена на святой Афонской горе в ските святого Пророка Илии при архимандрите Гаврииле с братиею. 1893 г.»;
- Икона св. преподобного Александра Свирского с частицей его святых мощей;
- Икона Божией Матери «Скоропослушница»;
- Икона святителя Николая Мир Ликийских чудотворца XIX века…[5]

## Престольные праздники
Икона Пресвятой Богородицы «Казанская» — 21 июля, 4 ноября